# Бородин, Илья Александрович (футболист)
Илья́ Алекса́ндрович Бороди́н (6 июля 1976, Волгоград, СССР) — российский футболист.

## Биография
Сын футболиста Александра Бородина. Воспитанник волгоградского футбола. Играл за команды: «Ротор» (дублирующий и основной составы) — с 1992 по 1995 год, в 1996 и в 1998—1999 годах, «Торпедо» из Волжского в 1996 году, «Лада-Град» в 1997 году, «Динамо» из Ставрополя в 1999 году, «Тюмень» в 2000 году, «Светотехника» и «Лисма-Мордовия» с 2001 по 2004 год, «Волга» из Нижнего Новгорода в 2005 году, «Энергетик» в 2006 году, тульский «Оружейник» в 2007 году, «Нижний Новгород» с 2008 по 2009 год. 27 августа 2009 года был дозаявлен в состав клуба «Горняк» Учалы.
В премьер-лиге провёл 19 игр, забил 2 мяча.